# Иннокентий (Нечаев)
Архиепископ Иннокентий Нечаев (1722, Москва (?) — 24 января 1799, Санкт-Петербург) — епископ Русской православной церкви, архиепископ Псковский и Рижский.

## Биография
Родился в 1722 году в семье дворового человека дворян Нарышкиных.
Окончил Московскую Славяно-Греко-Латинскую академию и был оставлен в ней учителем риторики.
В 1758 году в Московском Заиконоспасском монастыре пострижен в монашество и определен проповедником, а позже получил должность профессора философии. С августа 1759 года — префект Славяно-Греко-Латинской академии.
8 августа 1761 года иеромонах Иннокентий Синодальным указом произведён в архимандриты Новгородского Антониева монастыря и ректоры Новгородской духовной семинарии. Перед ним открывается прекрасная перспектива служебного роста, однако архимандрит Иннокентий отказывается, ссылаясь на болезнь. Его прошение было уважено, и он поселился в Троице-Сергиевой Лавре, которую, однако, через месяц, 17 сентября 1761 года возглавил, став наместником.
23 февраля 1763 года определён епископом Кексгольмским и Ладожским, викарием Новгородской епархии. Как и два предыдущих новгородских викария, получил в управление Варлаамо-Хутынский монастырь.
6 апреля того же года состоялась его епископская хиротония. В его непосредственные обязанности входило духовное окормление паствы Карельского перешейка.
На кафедре побывать не успел, так как 28 мая того же года назначен епископом Тверским и Кашинским.
В Твери он в июне 1763 года встречал императрицу Екатерину II, которая, проведя после коронации зиму в Москве, возвращалась в Санкт-Петербург.
В том же году 4 октября перемещён на Псковскую кафедру.
Екатерина II своём сочинении «Antidote» ([СПб.], 1770) в опровержение клеветы о непросвещённости русского духовенства, указывала на трёх архипастырей — Гавриила (Петрова), Платона (Левшина) и Иннокентия (Нечаева).
22 сентября 1770 года был возведён в сан архиепископа. Жил по большей части в Петербурге.
Архиепископ Иннокентий был провозглашен почётным членом Российской Академии в самый день её открытия 30 сентября (11 октября) 1783 года. Принимал самое деятельное участие в составлении первой части Академического словаря. Представил Екатерине II свои соображения относительно плана «Толкового словаря славяно-русского языка». Он пересматривал «положение о духовных учебных заведениях» и вместе с митрополитом Гавриилом и Платоном рассматривал «Наказ» Екатерины II, когда до обнародования его Императрица сообщила свой труд наиболее уважаемым ею людям.
Проповеди архиепископа Иннокентия в своё время считались образцовыми; из них отдельно напечатаны при его жизни: «На день бракосочетания цесаревича Павла Петровича», «На открытие Рижского наместничества» (СПб., 1783 г.) и «На день рождения императрицы Екатерины II» (СПб., 1788 г.). Кроме того, несколько проповедей его вошло в состав «Собрания поучений», изданных Синодом в 1775 году.

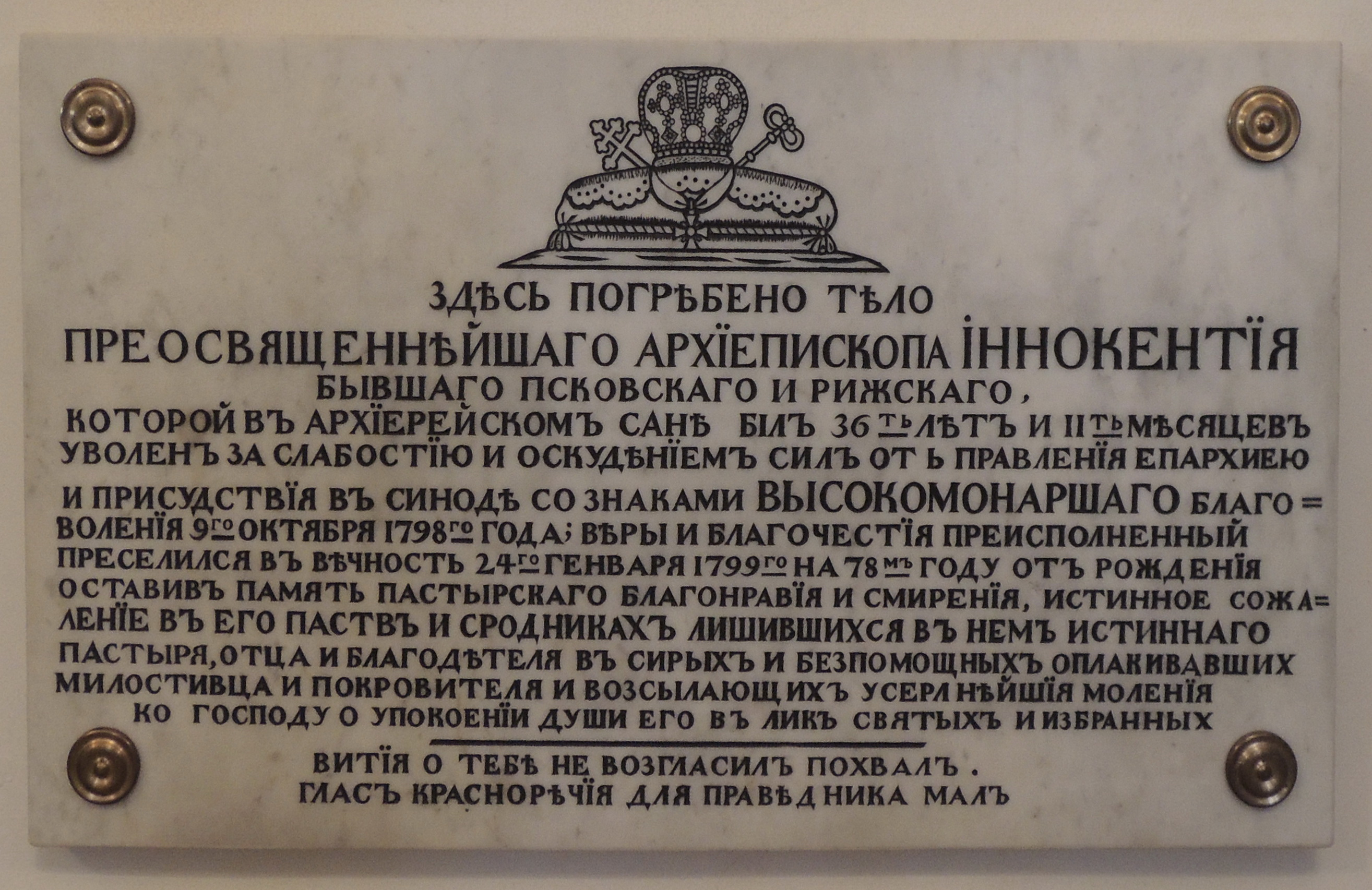

10 ноября 1796 года награждён Орденом Святого Александра Невского.
9 октября 1798 года уволен «за старостию и болезнями» от управления епархией, с оставлением в пенсию всего жалованья 6959 рублей с пребыванием на Псковском подворье.
Скончался 24 января 1799 года. Погребён в Благовещенской церкви Александро-Невской Лавры. При погребении его в Лавре не было говорено надгробного слова, и потому Державин написал эпитафию:

Вития о Тебе не возгласил похвал:
Глас красноречия для праведника мал.

## Сочинения
- Слово в день рождения императрицы Екатерины II. М., 1766;
- Чин исповеди отроком. СПб., — 1-е изд. — 1769; 2-е изд. — 1795; 3-е изд. — 1814.;
- Слово в торжественный день бракосочетания их имп. высочеств… Павла Петровича и… Наталии Алексеевны // Описание торжества высокобрачного сочетания их имп. высочеств… Павла Петровича и… Наталии Алексеевны. СПб., 1773. С. 47-59 (отд. отт.: СПб., 1773);
- Собрание воскресных и праздничных поучений. СПб., 1775; [Слово] // Описание действия от стороны Святейшего Правительствующего Синода члена, преосв. Иннокентия, архиеп. Псковского и Рижского, и его Семинарии, происходившего во время… прибытия, ея императорского величества… императрицы… всероссийския Екатерины Вторыя, во Псков. СПб., 1780. С. 9-14;
- Речь на пришествие её императорского величества в Полоцк // Там же. С. 26-27;
- Слово на открытие наместничества в Риге. Речь при открытии присутственных мест в Риге. [СПб., 1783];
- Наставление от архипастыря священнику при отправлении его к должности. — СПб., 1790; СПб., 1795.
- Приуготовление к смерти, или Краткое руководство, каким образом всякий христианин должен себя приуготовлять к блаженной кончине: [Пер. с лат.]. СПб., 1793;
- Наставление от архипастыря священнику. СПб., 1790, 1796 2; [Письмо к Г. А. Потёмкину] // РА. 1879. Кн. 3. № 9. С. 25.